# Nicorești (Fehér megye)
Nicorești románul: Nicorești, falu Romániában, Erdélyben, Fehér megyében. Közigazgatásilag Aranyosszohodol községhez tartozik.

## Fekvése
Luminești mellett fekvő település.

## Története
Nicoreşti korábban Luminești része volt, 1956-ban vált külön településsé 105 lakossal. 1966-ban 69, 1977-ben 78, 1992-ben 57 román lakosa volt, a 2002-es népszámláláskor pedig 61 lakosából 60 román, 1 cigány lakosa volt.